# Haus Leithe (Gelsenkirchen)
Das Haus Leithe ist ein ehemaliger Adelssitz am Junkerweg 30 im Stadtteil Neustadt im Gelsenkirchener Süden.

## Geschichte
Das Haus war der Stammsitz der Ritter von Leithe. Ihr Besitz in der benachbarten Essener Bauerschaft Leithe war ein Lehen der Abtei Deutz. Unweit des dortigen Fronhofs Schulte-Herveling errichteten sie ihr Haus. 1438 erlosch das Geschlecht zu Haus Leithe. Das Anwesen kam in verschiedene Hände von Adeligen und schließlich Bürgern.

## Anwesen
Das Anwesen ist in der Denkmalliste der Stadt Gelsenkirchen als „Gebäude der ehemaligen Wasseranlage Haus Leithe mit gut kenntlichem Grabensystem“ gelistet.
Haus Leithe besteht aus drei Gebäudeteilen und dem Innenhof. Das Haupthaus ist ein zweigeschossiger, geputzter Rechteckbau mit Staffelgiebel unter einem Satteldach aus den Jahren um 1565. Unter dem Gebäude befindet sich ein Kellerraum unter einem Kreuzgewölbe aus Ziegeln.
Das zweigeschossige Torhaus wurde im Jahre 1753 errichtet und 1860 mit einer Zinnenkrone aufgestockt. Es hat eine rundbogige Torfahrt mit Kämpfer und Archivolte, sowie dem Wappen derer von Isselstein im Scheitelpunkt.
Die über 400 m² große Scheune mit rundbogigen Toren wurde erst später als Putzbau unter einem Satteldach mit Basisstaffeln und Firstbekrönung errichtet und 1978 nach einem Brand erneuert.
Das leerstehende Anwesen befand sich mehrere Jahre im Besitz eines Investors, der es in mehrere Eigentumswohnungen aufteilen wollte. Am 10. Juli 2019 kam es zu einem Dachstuhlbrand im nordöstlichen Flügel des Komplexes, der Dachstuhl der Remise im Torhaus ist einsturzgefährdet. In Zusammenhang mit dem Brand wurde bekannt, dass dem Eigentümer für den Umbau noch die Genehmigungen des Bauordnungsamtes und der Unteren Denkmalbehörde fehlen.
Am 15. Januar 2025 berichtete die Westdeutsche Allgemeine Zeitung über einen erneuten Eigentümerwechsel. Die neuen Eigentümer, ein ortsansässiger Architekt und seine Ehefrau, eine Kunsthistorikerin, planen eine Restaurierung und Nutzung für das Architekturbüro des Mannes.
Der Heimatbund Gelsenkirchen hat im Herbst 2022 eine Informationsbroschüre publiziert.